# 푸르나 마이트라야니 푸트라

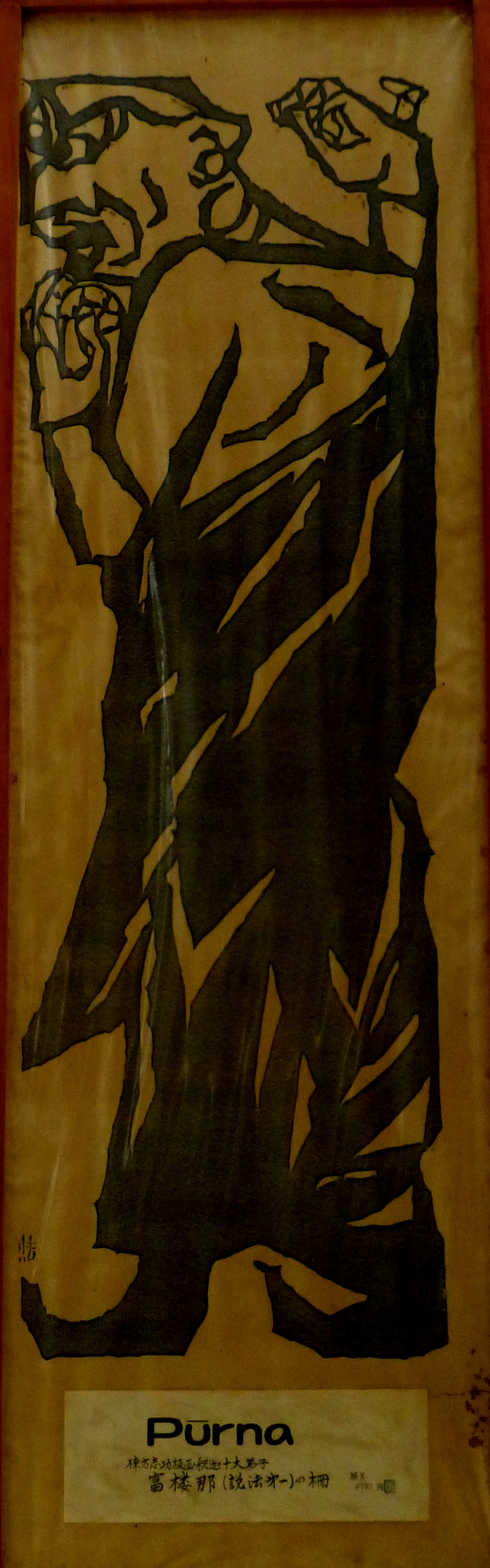

푸르나 마이트라야니 푸트라(산스크리트: Purna Maitrayani-putra) 또는 부루나(富樓那)는 십대제자의 한 명이다. 십대제자 중에서는 최고참. 여럿 있던 제자들 중에서도, 설법에 뛰어나고 있었다고 여겨진다.

## 이름
그의 이름은, 정확하게는 부루나 미다라니 불다라 (프르나 혹은 푼나 마이트라야니 혹은 미트라야니 프트라) 라고 하여, 미야자과 상록고목비구니(미트라야니)는 어머니의 이름으로, 미다라니는 아이를 의미하므로, 부루나미다라니자라고도 쓰여진다. 한역에서는 만원자, 만원자, 만족자, 만엄식녀자, 만견자 등으로 기록된다.

## 출신
코살라의 카피라성 근교, 드나바스트 (또는 스나파란타) 라는, 바라문 종족으로 태어났다. 아버지는 카피라 성주인 슈도다나 (즉 석가의 친아버지)의 국사로, 어머니는 석가의 최초의 제자사람들인 오비구의 한 사람으로 있는 교진여 (카운단냐)의 여동생으로도 전해진다. 그의 친가는 거만의 부를 가지고 있었다고 한다.

## 경력
석가와는 생년월이 같고, 어렸을 때 이미 총명하고, 바라문의 4베다 (성전) 와 오명 (성·인·의·공·내) 에 통하고 있었지만, 세진을 싫어해 눈산 (히말라야) 에 입산학도 해, 고행을 거듭해 무색계와 5신통을 얻었지만, 석가의 성도를 물어, 파라나 (파라나시) 국의 사르나트에 친구와 향해 불제자가 되었다. 남전 「마하바스트」에는, 5신통에 통지한 29명의 제자를 가지고 있었지만, 불이 출세했다고 듣고, 베나레스에 향해 석가의 제자가 되었다고 기록된다. 또한 「전대미문인연경」하에서는, 질투심을 위해서 출가해, 20년 수학해 외도의 학을 통해 왕사성에 돌아가 석가불에 논의를 걸었지만, 불에 찢어져 제자가 된, 또 4개의 변세가 만났다고 전하고 있다.
사리불은 그의 덕풍을 그리워해, 일중에 그가 좌선 하는 장소에 가, 자주 문답을 실시해 서로 칭찬하고 있었다고 한다. 또 아난도, 신입의 비구사람들에 대해서, 부루나는 매우 도움이 되는 비구라고 설득하고 있었다.
후에 아라한과를 얻어 각지로 향해 가, 자주 교화의 실을 두어 9만 9000명의 사람들을 교화했다고도 전해진다.